# Angelo Di Marco
Angelo Di Marco, né le 10 juillet 1927 dans le 14e arrondissement de Paris, et mort le 22 décembre 2016 à Puteaux, est un dessinateur de presse et de bandes dessinées français, surtout connu pour ses illustrations de faits divers réalisées pour certains grands journaux (tels que France-Soir, Radar, Détective ou encore France Dimanche).

## Biographie
Angelo Di Marco débute en réalisant des illustrations de faits divers dans les années 1950. Il se forge alors une réputation d'illustrateur réaliste confirmé, parfois même qualifié d'hyperréaliste.
Obtenant une certaine notoriété, il publie dans Bravo puis dans Le Parisien libéré sa première bande dessinée : Capitaine Ardent. Il poursuit ses publications dans Radar, recruté par André Beyler. Puis il crée en 1960 Ivanhoé dans Télé 7 Jours suivi du Petit Shérif et des Trois Mousquetaires. À la fin des années 1960, il reprend dans Pif Gadget le personnage de Nasdine Hodja, scénarisé par Roger Lécureux, à la suite de Pierre Leguen et Roger Bastard, à partir du n° 1257 (Pif Gadget n° 19) L’insaisissable prend la mouche (20 planches) du 5 juillet 1969 au n° 1407 (Pif Gadget n° 169), La pastèque creuse (20 planches) de mai 1972. Ce sont les aventures picaresques d'un Robin des bois oriental, qui se joue des califes et autres pachas, avec beaucoup de ruses et de tours divers. Il dessina 16 récits complets et mena cette série, née en 1946 dans Vaillant, à son terme...
Il est surtout connu pour ses unes de l'hebdomadaire de faits divers Détective. Elles étaient affichées dans les kiosques à journaux pour annoncer les nouveaux numéros. Il y dessinait, avec son style très réaliste, l'ultime moment avant le crime : « La nature même de mes dessins protège la victime », déclara-t-il avec humour « puisque j’arrête le geste du meurtrier juste avant qu’il ne se produise. La victime reste ainsi sauve pour la postérité ». En 1959, un de ses dessins, fait et refait dans ses moindres détails avec un témoin, la voisine de palier de la victime, constitue même un remarquable portrait-robot et permet à la police d'identifier le meurtrier. Il collabore aussi avec d'autres journaux tels que France Soir, Libération et L’Évènement du Jeudi.
Dans les années 1990, il poursuit sa carrière avec Arthur et Stéphane, Yankee et l'adaptation de la série télévisée K 2000. Il publie également des bandes dessinées érotiques, sous le pseudonyme d'Arcor, dans Bédéadult' tels que Dr. Sex et Pot Bouille.

## Œuvres
- Pierre Nord (scénario), Angelo Di Marco (dessins), Capitaine Ardant, éditions Prifo, 1977
- Roger Couderc et Henri Garcia (scénario), Angelo Di Marco, Roland Garel, Pierre Le Guen et Pierre Dupuis (dessins), Le grand chelem, Tournoi des 5 Nations 77, éditions Setam, collection Les grands exploits sportifs, 1978
- Jean-Gérard Imbar et Henri Renand (scénario), André Chéret, Angelo Di Marco, Pierre Dupuis, Roland Garel, Christian Gaty, Jean-Louis Hubert, Pierre Le Guen, Philippe Luguy, Lucien Nortier, Jamy Pruvot (dessins), L'encyclopédie en Bandes Dessinées, éditions Philippe Auzou, divers tomes de 1980 à 1982
- Olivier Fontaine (scénario), Angelo Di Marco (dessin), K2000, t. 1 : La machine à tuer, éditions Dargaud, 1988  (ISBN 2-205-03633-5)
- Henri Filippini (scénario), Arcor (dessin), Docteur Sex, t. 1 : La clinique de tous les désirs, éditions CAP, 1990
- Henri Filippini (scénario), Arcor (dessin), Docteur Sex, t. 2 : Docteur Sex, éditions CAP, 1990
- Paul Couturiau (scénario), Angelo Di Marco (dessin), Le yankee, t. 1 : Sombre mardi gras, éditions Lefrancq, 1991  (ISBN 2-87153-075-0)
- Henri Filippini (scénario), Arcor (dessin), Docteur Sex, t. 3 : Le goulag, éditions CAP, 1993  (ISBN 978-2907682350)
- Arcor (scénario et dessin), Eva, t. 1 : Naissance d'une star, éditions CAP, 1995
- Roger Lécureux (scénario), Angelo Di Marco (dessin), Nasdine Hodja, t. 1 : Nasdine prend la mouche, éditions Taupinambour, 2009
- Roger Lécureux (scénario), Angelo Di Marco (dessin), Nasdine Hodja, t. 2 : Le prince des voleurs, éditions Taupinambour, 2009
- Roger Lécureux (scénario), Angelo Di Marco (dessin), Nasdine Hodja, t. 3 : La légende de l'insaisissable, éditions Taupinambour, 2010
- Roger Lécureux (scénario), Angelo Di Marco (dessin), Nasdine Hodja, t. 4 : Le faucon de jade, éditions Taupinambour, 2010
- Roger Lécureux (scénario), Angelo Di Marco (dessin), Nasdine Hodja, t. 5 : Une fois n'est pas coutume, éditions Taupinambour, 2012
- Roger Lécureux (scénario), Angelo Di Marco (dessin), Nasdine Hodja, t. 6 : Le vizir aux faucons, éditions Taupinambour, 2007
- Stéphane Bourgoin (scénario), Angelo Di Marco et Danny Rolling (dessin), La Totale, Crimes et faits divers, 3 volumes : Almanach du crime & des faits divers, Sang pour sang nouveau, Le nouvel almanach du crime & des faits divers et Art killer, éditions E-dite, 2012  (ISBN 978-2846082877)
- Ondine Millot (texte), Angelo Di Marco (illustrations), L'amour à mort, Histoires, enquêtes, rencontres et autres crimes passionnels, éditions Steinkis, 2013